# (28015) 1997 YG9
(28015) 1997 YG9 est un astéroïde de la ceinture principale d'astéroïdes découvert en 1997.

## Description
(28015) 1997 YG9 a été découvert le 26 décembre 1997 à Church Stretton, dans les Midlands de l'Ouest en Angleterre, par Stephen P. Laurie.

### Caractéristiques orbitales
L'orbite de cet astéroïde est caractérisée par un demi-grand axe de 2,93 UA, un périhélie de 2,78 UA, une excentricité de 0,05 et une inclinaison de 1,36° par rapport à l'écliptique. Du fait de ces caractéristiques, à savoir un demi-grand axe compris entre 2 et 3,2 UA et un périhélie supérieur à 1,666 UA, il est classé, selon la JPL Small-Body Database, comme objet de la ceinture principale d'astéroïdes.

### Caractéristiques physiques
(28015) 1997 YG9 a une magnitude absolue (H) de 14,2 et un albédo estimé à 0,136.